# Carina Horn
Carina Horn (* 9. März 1989 in Durban) ist eine südafrikanische Leichtathletin, die sich auf den Sprint spezialisiert hat. Sie ist Inhaberin des südafrikanischen Rekords im 100-Meter-Lauf.

## Sportliche Laufbahn
Erste internationale Erfahrungen sammelte Carina Horn im Jahr 2009, als sie bei der Sommer-Universiade in Belgrad mit 24,05 s im Halbfinale im 200-Meter-Lauf ausschied und mit der südafrikanischen 4-mal-100-Meter-Staffel in 45,01 s den siebten Platz belegte. Im Jahr darauf belegte sie bei den Afrikameisterschaften in Nairobi in 24,04 s den siebten Platz über 200 Meter und 2014 startete sie im 60-Meter-Lauf bei den Hallenweltmeisterschaften in Sopot und schied dort mit 7,34 s im Semifinale aus. 2015 qualifizierte sie sich dann im 100-Meter-Lauf für die Weltmeisterschaften in Peking und schied dort mit 11,15 s im Halbfinale aus. Im Jahr darauf gewann sie bei den Afrikameisterschaften in Durban in 11,07 s die Silbermedaille über 100 Meter hinter der Ivorerin Murielle Ahouré und siegte in 43,66 s gemeinsam mit Alyssa Conley, Tebogo Mamathu und Tamzin Thomas mit der südafrikanischen 4-mal-100-Meter-Staffel. Anschließend wurde sie beim Herculis in 11,14 s Dritte über 100 Meter und nahm dann an den Olympischen Sommerspielen in Rio de Janeiro teil und schied dort mit 11,20 s im Semifinale aus.
Auch bei den Weltmeisterschaften 2017 in London erreichte sie das Halbfinale über 100 Meter, in dem sie mit 11,26 s ausschied. Im Jahr darauf schied sie bei den Hallenweltmeisterschaften in Birmingham mit 7,18 s im Semifinale über 60 Meter aus und im Mai durchbrach sie beim Diamond League Meeting in Doha erstmals die 11-Sekunden-Mauer und verbesserte den südafrikanischen Rekord auf 10,98 s. Im September wurde sie kurz vor Beginn der Weltmeisterschaften wegen Verstößen gegen die Anti-Dopingbestimmungen suspendiert und bis 2022 gesperrt. Im Juni 2022 startete sie erneut bei den Afrikameisterschaften in Port Louis und gewann dort in 11,14 s die Bronzemedaille hinter der Gambierin Gina Bass und Aminatou Seyni aus dem Niger. Anschließend siegte sie in 11,27 s beim Meeting Stanislas Nancy und in 11,18 s beim Meeting International de Sotteville, ehe sie bei den Weltmeisterschaften in Eugene mit 11,29 s in der ersten Runde ausschied.
In den Jahren 2011 und 2015 sowie 2018 und 2022 wurde Horn südafrikanische Meisterin im 100-Meter-Lauf sowie 2011 auch über 200 Meter. Zudem siegte sie 2011 und 2012 in der 4-mal-100-Meter-Staffel.

## Persönliche Bestleistungen
- 100 Meter: 10,98 s (+1,5 m/s), 4. Mai 2018 in Doha (südafrikanischer Rekord)
  - 60 Meter (Halle): 7,09 s, 11. Februar 2018 in Metz (südafrikanischer Rekord)
- 200 Meter: 23,43 s, 17. April 2011 in Réduit